# Rubricazione

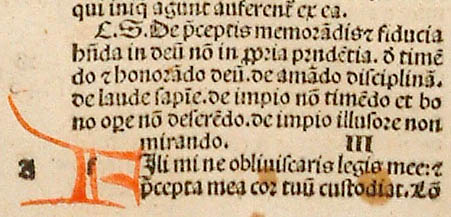
Dettaglio di una rubrica eseguita su una Bibbia stampata nel 1497 a Strasburgo da Hans Grüninger.

La ‘rubricazione’ (dal lat. rubricatio; da rubricāre ‘scrivere in lettere rosse’), più propriamente rubricatura, era uno dei processi tipografici del manoscritto. Copisti specializzati (detti rubricatores), una volta ricevuto il manoscritto, seguendone le precise istruzioni a margine aggiungevano lettere iniziali (o capolettere) e titoli in rosso per evidenziare alcune sezioni (paragrafi, capitoli).

## Descrizione
Di solito il processo comportava l'aggiunta di iniziali in rosso che segnalavano l'inizio di una sezione e la fine della precedente. Alcune volte erano aggiunti i titoli del paragrafo e anche particolari capilettera. Col passare del tempo, benché il termine rubricare facesse riferimento all'uso specifico del colore rosso, si diffuse l'uso anche di altri colori, in particolare l'azzurro.
Inoltre, in tempi più recenti, già in età gotica il termine rubricazione cominciò anche ad indicare il tipo di elaborate decorazioni a girali delle lettere che iniziavano i capitoli dei testi.
Questo processo di decorazione del manoscritto era comunque meno complesso della miniatura e dell'illuminazione dove immagini complesse, eventualmente su sfondo d'oro, decoravano la pagina.
Il rubricator, come si è detto, seguiva le precise istruzioni che trovava ai margini della pagina in forma di brevi annotazioni (queste ultime erano destinate ad essere eliminate con la rifilatura finale del libro ma a volte sono sopravvissute). 
Il copista che aveva redatto il testo poteva anche procedere alla sua rubricatura e quindi non sempre vi era l'esigenza di disporre di un artista specializzato. In questo caso possono mancare le indicazioni su come eseguire le rubricature.
Lo studio dell'esecuzione della rubricazione fa parte della codicologia.
In età moderna, dopo l'entrata in uso della stampa, la rubricazione consiste nel formare una rubrica, cioè un indice di un libro o di altra pubblicazione, con la stessa finalità di facilitare il lettore nel trovare la parte di scritto che gli interessa e quindi può essere sia un indice dei capitoli, sia un indice (alfabetico) per nomi, sia un indice di altro tipo. Nell'uso più comune si definisce rubrica un prontuario dei nomi in ordine alfabetico per facilitarne la ricerca, allo scopo di trovare facilmente indirizzi o numeri di telefono di uso più frequente, rispetto alle ingombranti rubriche telefoniche pubblicate.